# Ctenus haina
Ctenus haina är en spindelart som beskrevs av Alayón 2004. Ctenus haina ingår i släktet Ctenus och familjen Ctenidae. Inga underarter finns listade i Catalogue of Life.